# العلاقات القطرية النيبالية
العلاقات القطرية النيبالية هي العلاقات الثنائية التي تجمع بين قطر ونيبال.

## مقارنة بين البلدين
هذه مقارنة عامة ومرجعية للدولتين:
| وجه المقارنة                                              | قطر           | نيبال                             |
| --------------------------------------------------------- | ------------- | --------------------------------- |
| المساحة (كم2)                                             | 11.44 ألف     | 147.18 ألف                        |
| عدد السكان (نسمة)                                         | 2.64 مليون    | 29.40 مليون                       |
| الكثافة السكانية (ن./كم²)                                 | 230.77        | 199.76                            |
| العاصمة                                                   | الدوحة        | كاتماندو                          |
| اللغة الرسمية                                             | اللغة العربية | اللغة النيبالية                   |
| العملة                                                    | ريال قطري     | روبية نيبالية                     |
| الناتج المحلي الإجمالي (بليون دولار)                      | 167.61 مليار  | 24.47 مليار                       |
| الناتج المحلي الإجمالي (تعادل القوة الشرائية) بليون دولار | 316.40 مليار  | 70.20 مليار                       |
| الناتج المحلي الإجمالي الاسمي للفرد دولار أمريكي          | 73.65 ألف     | 743                               |
| الناتج المحلي الإجمالي للفرد دولار أمريكي                 | 141.54 ألف    | 2.37 ألف                          |
| مؤشر التنمية البشرية                                      | 0.850         | 0.548                             |
| رمز المكالمات الدولي                                      | +974          | +977                              |
| رمز الإنترنت                                              | .qa           | .np                               |
| المنطقة الزمنية                                           | ت ع م+03:00   | UTC+05:45، التوقيت الموحد لنيبال ‏ |

## منظمات دولية مشتركة
يشترك البلدان في عضوية مجموعة من المنظمات الدولية، منها:
| علم المنظمة | اسم المنظمة                               | تاريخ انضمام قطر | تاريخ انضمام نيبال |
| ----------- | ----------------------------------------- | ---------------- | ------------------ |
|             | يونسكو                                    | 27 يناير 1972    | 1 مايو 1953        |
|             | مؤسسة التمويل الدولية                     | 11 أكتوبر 2008   | 7 يناير 1966       |
|             | منظمة حظر الأسلحة الكيميائية              | ?                | ?                  |
|             | الأمم المتحدة                             | 21 سبتمبر 1971   | 14 ديسمبر 1955     |
|             | منظمة الشرطة الجنائية الدولية             | ?                | ?                  |
|             | البنك الدولي للإنشاء والتعمير             | 25 سبتمبر 1972   | 6 سبتمبر 1961      |
|             | الاتحاد البريدي العالمي                   | ?                | ?                  |
|             | المركز الدولي لتسوية المنازعات الاستشارية | 20 يناير 2011    | 6 فبراير 1969      |
|             | وكالة ضمان الاستثمار متعدد الأطراف        | 22 أكتوبر 1996   | 9 فبراير 1994      |
|             | منظمة التجارة العالمية                    | ?                | ?                  |

## وصلات خارجية
- موقع وزارة الخارجية القطرية
- موقع وزارة الخارجية النيبالية